# Jordin Andrade
Jordin Jae Andrade (* 5. Mai 1992 in Federal Way, Washington) ist ein Hürdenläufer aus den Vereinigten Staaten, der sich auf die 400-Meter-Distanz spezialisiert hat und international für Kap Verde an den Start geht.

## Sportliche Laufbahn
Erste internationale Erfahrungen sammelte Jordin Andrade, der im US-Bundesstaat Washington aufwuchs, im Jahr 2011, als er bei den Panamerikanischen Juniorenmeisterschaften in Miramar für die Vereinigten Staaten in 52,09 s die Silbermedaille über 400 m Hürden gewann. Daraufhin studierte er bis 2016 an der Boise State University und im selben Jahr nahm er dank einer Wildcard für Kap Verde bei den Olympischen Sommerspielen in Rio de Janeiro teil und schied dort mit 49,32 s im Halbfinale aus. Zudem belegte er bei den Afrikameisterschaften in Durban in 49,62 s den fünften Platz. Im Jahr darauf siegte er in 49,66 s bei den Spielen der Frankophonie in Abidjan und schied anschließend bei den Weltmeisterschaften in London mit 50,32 s in der ersten Runde aus. 2018 kam er auch bei den Afrikameisterschaften in Asaba mit 52,28 s nicht über den Vorlauf hinaus, wie auch bei den Afrikaspielen 2019 in Rabat mit 51,65 s. 2021 nahm er erneut dank einer Wildcard an den Olympischen Sommerspielen in Tokio teil und schied dort mit 50,64 s in der Vorrunde aus. Zudem war er gemeinsam mit der Schwimmerin Jayla Pina Fahnenträger seiner Nation bei der Eröffnungsveranstaltung der Spiele.
2022 kam er bei den Weltmeisterschaften in Eugene in der ersten Runde nicht ins Ziel.

## Persönliche Bestleistungen
- 200 Meter: 21,86 s (+2,0 m/s), 7. Juni 2014 in Los Angeles
  - 200 Meter (Halle): 21,81 s, 11. Februar 2017 in Nampa (Landesrekord)
- 400 Meter: 47,57 s, 6. April 2013 in Nampa
  - 400 Meter (Halle): 47,03 s, 28. Februar 2015 in Albuquerque
- 400 Meter Hürden: 49,24 s, 12. Juni 2015 in Eugene